# Български вести (Унгария)
„Български вести“ (на унгарски: Bolgar Hirek) е вестник на българите в Унгария.
Той е издание на Българско републиканско самоуправление в Унгария. Главен редактор е Виолет Доци.